# Maria Luisa di Borbone-Due Sicilie
Maria Luisa di Borbone-Due Sicilie, nome completo Maria Immacolata Luisa di Borbone, Principessa di Borbone delle Due Sicilie (Caserta, 21 gennaio 1855 – Pau, 23 agosto 1874), era figlia minore di Ferdinando II delle Due Sicilie e della sua seconda moglie, l'arciduchessa Maria Teresa d'Austria. Era nota per la sua pietà e per la carità verso i poveri.

## Biografia
Pudica e riservata, fu cresciuta insieme alle sorelle sotto l'ala protettiva della madre, dedita soltanto alla cura e agli interessi dinastici della sua numerosa prole. A quattro anni rimase orfana del padre, al quale successe il fratellastro Francesco II delle Due Sicilie.

### Esilio
Nel 1860 le truppe garibaldine cacciarono per sempre i Borbone da Napoli e dal suo regno. Maria Luisa Immacolata seguì la madre e i fratelli a Roma, dove il papa accolse benevolmente i Borbone e li ospitò presso il palazzo del Quirinale.
Una grave epidemia di colera nel 1867 le portò via sia il fratello minore Gennaro, sia la madre Maria Teresa.

### Matrimonio e morte
Nel 1873 sposò il principe Enrico, conte di Bardi, figlio di Carlo III di Parma e di Luisa Maria di Berry. Il matrimonio però durò poco: la giovane morì l'anno seguente. Enrico si risposò con Adelgonda di Braganza, duchessa di Guimarães e figlia di Michele del Portogallo.

## Antenati
|                                     |                              |                                        | Genitori                                                   |  |  | Nonni |  |  | Bisnonni                       |  |  | Trisnonni           |  |
|                                     |                              |                                        |                                                            |  |  |       |  |  | Ferdinando I delle Due Sicilie |  |  | Carlo III di Spagna |  |
|                                     |                              |                                        |                                                            |  |  |       |  |  | Ferdinando I delle Due Sicilie |  |  | Carlo III di Spagna |  |
|                                     |                              | Principessa Maria Amalia di Sassonia   |                                                            |  |  |       |  |  | Ferdinando I delle Due Sicilie |  |  |                     |  |
| Francesco I delle Due Sicilie       |                              |                                        |                                                            |  |  |       |  |  | Ferdinando I delle Due Sicilie |  |  |                     |  |
|                                     |                              | Arciduchessa Maria Carolina d'Austria  | Francesco I, Sacro Romano Imperatore                       |  |  |       |  |  |                                |  |  |                     |  |
|                                     |                              | Arciduchessa Maria Carolina d'Austria  | Francesco I, Sacro Romano Imperatore                       |  |  |       |  |  |                                |  |  |                     |  |
|                                     |                              | Arciduchessa Maria Carolina d'Austria  | Maria Teresa d'Austria                                     |  |  |       |  |  |                                |  |  |                     |  |
| Ferdinando II delle Due Sicilie     |                              | Arciduchessa Maria Carolina d'Austria  |                                                            |  |  |       |  |  |                                |  |  |                     |  |
|                                     |                              | Carlo IV di Spagna                     | Carlo III di Spagna                                        |  |  |       |  |  |                                |  |  |                     |  |
|                                     |                              | Carlo IV di Spagna                     | Carlo III di Spagna                                        |  |  |       |  |  |                                |  |  |                     |  |
|                                     |                              | Carlo IV di Spagna                     | Principessa Maria Amalia di Sassonia                       |  |  |       |  |  |                                |  |  |                     |  |
| Infanta Maria Isabella di Spagna    |                              | Carlo IV di Spagna                     |                                                            |  |  |       |  |  |                                |  |  |                     |  |
|                                     |                              | Principessa Maria Luisa di Parma       | Filippo I, Duca di Parma                                   |  |  |       |  |  |                                |  |  |                     |  |
|                                     |                              | Principessa Maria Luisa di Parma       | Filippo I, Duca di Parma                                   |  |  |       |  |  |                                |  |  |                     |  |
|                                     |                              | Principessa Maria Luisa di Parma       | Principessa Elisabetta di Francia                          |  |  |       |  |  |                                |  |  |                     |  |
| Maria Luisa di Borbone-Due Sicilie  |                              | Principessa Maria Luisa di Parma       |                                                            |  |  |       |  |  |                                |  |  |                     |  |
|                                     | Leopoldo II d'Asburgo-Lorena | Francesco I, Sacro Romano Imperatore   |                                                            |  |  |       |  |  |                                |  |  |                     |  |
|                                     | Leopoldo II d'Asburgo-Lorena | Francesco I, Sacro Romano Imperatore   |                                                            |  |  |       |  |  |                                |  |  |                     |  |
|                                     | Leopoldo II d'Asburgo-Lorena | Maria Teresa d'Austria                 |                                                            |  |  |       |  |  |                                |  |  |                     |  |
| Arciduca Carlo, Duca di Teschen     | Leopoldo II d'Asburgo-Lorena |                                        |                                                            |  |  |       |  |  |                                |  |  |                     |  |
|                                     |                              | Infanta Maria Luisa di Spagna          | Carlo III di Spagna                                        |  |  |       |  |  |                                |  |  |                     |  |
|                                     |                              | Infanta Maria Luisa di Spagna          | Carlo III di Spagna                                        |  |  |       |  |  |                                |  |  |                     |  |
|                                     |                              | Infanta Maria Luisa di Spagna          | Principessa Maria Amalia di Sassonia                       |  |  |       |  |  |                                |  |  |                     |  |
| Arciduchessa Maria Teresa d'Austria |                              | Infanta Maria Luisa di Spagna          |                                                            |  |  |       |  |  |                                |  |  |                     |  |
|                                     |                              | Federico Guglielmo, Duca di Nassau     | Carlo Cristiano, Principe di Nassau-Weilburg               |  |  |       |  |  |                                |  |  |                     |  |
|                                     |                              | Federico Guglielmo, Duca di Nassau     | Carlo Cristiano, Principe di Nassau-Weilburg               |  |  |       |  |  |                                |  |  |                     |  |
|                                     |                              | Federico Guglielmo, Duca di Nassau     | Carolina d'Orange-Nassau                                   |  |  |       |  |  |                                |  |  |                     |  |
| Enrichetta di Nassau-Weilburg       |                              | Federico Guglielmo, Duca di Nassau     |                                                            |  |  |       |  |  |                                |  |  |                     |  |
|                                     |                              | Burgravina Luisa Isabella di Kirchberg | Wilhelm Georg, Burggraf von Kirchberg, Graf von Hachenburg |  |  |       |  |  |                                |  |  |                     |  |
|                                     |                              | Burgravina Luisa Isabella di Kirchberg | Wilhelm Georg, Burggraf von Kirchberg, Graf von Hachenburg |  |  |       |  |  |                                |  |  |                     |  |
|                                     |                              | Burgravina Luisa Isabella di Kirchberg | Isabelle Auguste, Prinzessin Reuss zu Greiz                |  |  |       |  |  |                                |  |  |                     |  |
|                                     |                              | Burgravina Luisa Isabella di Kirchberg |                                                            |  |  |       |  |  |                                |  |  |                     |  |